# Thomas Merton
Thomas Feverel Merton (Prades, Frankrijk, 31 januari 1915 – Bangkok, Thailand, 10 december 1968) was een belangrijk Amerikaans katholiek theoloog, dichter, auteur en sociaal activist. Hij was trappist en monnik in de Abbey of Our Lady of Gethsemani (abdij van Onze-Lieve-Vrouw van Gethsemane) bij Bardstown in Kentucky. Als voorstander van de oecumene trad hij in dialoog met vooraanstaande vertegenwoordigers van andere religies. Thomas Merton is ook een belangrijke hedendaagse mysticus.

## Biografie

### Jeugd
Zijn vader, Owen Merton (1887 - 1931), was afkomstig van Nieuw-Zeeland en had de Britse nationaliteit. Hij was kunstenaar, maar verdiende bij als tuinier en organist. Owen Merton had een Anglicaanse achtergrond en waarschijnlijk werd Thomas Merton daarom ook gedoopt in de Anglicaanse Kerk. Zijn moeder, Ruth Jenkins (1887 - 1921), was een Amerikaanse kunstenares met een Quaker-achtergrond. Omwille van de Eerste Wereldoorlog verhuisde de familie naar de Verenigde Staten toen Thomas Merton nog maar een jaar was. In 1918 werd daar zijn enige broer John Paul Merton geboren. Enkele jaren later werd bij moeder Ruth Jenkins kanker vastgesteld. Zij stierf op 3 oktober 1921; Thomas was slechts zes jaar. De familie verbleef toen een tijd bij de ouders van moeder Ruth Jenkins. Tegelijk begon een periode van regelmatig verhuizen. In 1922 vertrok vader Owen Merton naar Bermuda om te gaan schilderen. Thomas ging mee, terwijl zijn broer John Paul bij de grootouders bleef. Aan het einde van de zomer van 1923 ging Owen Merton een tijdje naar New York voor een tentoonstelling. Thomas bleef op Bermuda bij vrienden van zijn vader. Later in 1923 keerde hij terug naar zijn grootouders in de Verenigde Staten. Zijn vader ging dan op zeilreis naar Frankrijk. In 1925 kwam hij Thomas ophalen om samen (zonder John Paul) in Saint-Antonin-Noble-Val (Frankrijk) te gaan wonen. Vanaf 1926 ging hij er naar school in Montauban. Dit was een bijzonder donkere periode in zijn leven: als vreemdeling werd hij er zwaar gepest. Nadien vond hij er wel enkele vrienden die net als hij intellectueel-creatieve interesses hadden. Zijn vader bleef intussen regelmatig verder reizen. In 1928 verhuisden ze plots naar Groot-Brittannië (Ealing in Londen), waar Merton dan verder naar school ging. Hier beleefde hij een zeer aangename tijd en kreeg er goede vrienden. In 1929 werd bij zijn vader een hersentumor ontdekt. Hij stierf op 18 januari 1931. Thomas Merton bleef alleen in Groot-Brittannië wonen en studeren. Tussendoor maakte hij in zijn eentje verschillende reizen: Italië, Duitsland, New York, Frankrijk. Zijn Amerikaanse grootouders bekostigden alles. Tom Bennett, een vriend van zijn vader, werd voogd van Thomas Merton.
Zijn jeugd werd dus gekenmerkt door een vroeg verlies van zijn ouders en een grotendeels los van zijn broer opgegroeid zijn, veelvuldig verhuizen en veel reizen, een vader die regelmatig langdurig afwezig was en wisselende figuren die zijn opvoeding op zich namen. Dit alles maakte dat hij betrekkelijk vrij was in zijn doen en laten en soms zelfs wat aan zijn lot overgelaten.

### Jongvolwassenheid: studies en lekenjaren
Op zijn 18e jaar ging hij naar de Universiteit van Cambridge (eind 1933). Daar begon een leven van plezier: veel uitgaan, roken, cafés, alcohol (hij was veel dronken) en kleren kopen. Hij had een eigen appartement en ontving er regelmatig meisjes. In 1934 liep het mis: een meisje werd zwanger van hem. Een wettelijke regeling werd getroffen door Tom Bennett, zodat er geen rechtszaak van kwam. Dit voorval werd lange tijd geheim gehouden en wordt ook niet vermeld in de autobiografie van Merton over deze periode: Louteringsberg. Wie het meisje was en wat er van het kind terechtkwam, is onbekend. Merton slaagde met moeite voor zijn eerste jaar aan de universiteit. Onmiddellijk hierna verhuisde hij naar de Verenigde Staten om daar een betere herstart te maken.
In januari 1935 zette hij er zijn studies verder aan de Columbia-universiteit te New York. Daar voelde hij zich snel thuis en werd sterk geïnteresseerd in de 18e-eeuwse literatuur. Dit vak werd gegeven door de jonge professor en schrijver-dichter Mark Van Doren. Dit werd een levenslange vriend van Merton. In deze periode leerde hij een aantal andere levenslange vrienden kennen met gelijkaardige interesses in literatuur en filosofie: Robert Giroux, die een belangrijk uitgever werd, Seymour Freedgood, Robert Lax, een dichter, Ed Rice, tekenaar en latere biograaf van Merton, Bob Gibney en Bob Gerdy. Hij hield ervan met hen te discussiëren. Merton begon er te schrijven, tekenen en sporten (veldlopen). Tegelijk ging Merton verder met zijn meer liederlijke leven: hij ontdekte de jazzmuziek en -clubs (de interesse voor jazz zou hij heel zijn leven behouden), bleef zwaar roken, drinken en uitgaan. Anderzijds zocht hij voor het eerst betaalde baantjes. In 1935 nam hij - in lijn met de heersende tijdsgeest - eenmalig deel aan een bijeenkomst van de Young Communist League onder de schuilnaam "Frank Swift".
In 1936 stierf zijn grootvader van moederszijde en een jaar later, in 1937, zijn grootmoeder. Thomas Merton stortte zich terug op activiteiten, maar werd ziek: oververmoeidheid. Rond deze periode begon hij religieuze werken te lezen en te bidden. Met zijn vrienden besprak hij het thema religie regelmatig. In de zomer van 1938 ging hij voor het eerst naar een katholieke mis in de Corpus Christi Kerk in New York. Reeds enkele maanden later, op 16 november 1938, liet hij er zich dopen. In deze periode werd hij levenslang bevriend met Dan Walsh, een professor godsdienst. Zijn bekering was enerzijds het gevolg van een intellectuele en morele ontwikkeling, maar anderzijds ook van religieuze ervaringen die hij had.
Op 22 februari 1939 studeerde hij af: hij behaalde de graad van Master of Arts in Engelse literatuur. Zijn masterscriptie ging over William Blake. Merton had overigens een bijzondere talenkennis: hij kende degelijk Engels, Frans, Italiaans, Spaans en Latijn, aangevuld met basiskennis Grieks, Duits en Portugees.

### Religieuze leven

#### Eerste zoektocht
In de overgangsperiode na zijn doopsel veranderde Merton zijn leven grondig. Hij had het gevoel een roeping te hebben (had voordien de ervaring naar de mis getrokken te zijn: "Go to Mass! Go to Mass!") en in het najaar van 1939 besloot hij priester te worden. Hij ging zich actief inzetten voor sociale activiteiten, met name de armenzorg. Hij begon eveneens zeer veel te schrijven en werkte zijn eerste romans af. Spoedig groeide de zin om in te treden in een orde. Zich hierop voorbereidend stopte hij met roken en verminderde sterk met alcohol en uitgaan. Vanaf dan ging hij dagelijks naar de mis.
In oktober 1939 stelde Dan Walsh hem voor bij de franciscanen van New York, waar hij hartelijk werd ontvangen. Slechts eenmaal per jaar namen deze novicen aan. Merton mocht in augustus 1940 terugkomen. Enkele maanden voor zijn intrede biechtte hij in een gesprek zijn vroegere leven op: drank, geld uitgeven, relaties en een buitenechtelijk kind. Hierna werd hij dringend verzocht zijn kandidatuur terug in te trekken. Ondanks deze zware ontgoocheling sloot hij zich aan bij de franciscaanse Derde Orde in het Sint-Bonaventura College, waar hij ook werd aangesteld om Engels te doceren. Vanaf dan droeg hij een scapulier en zei dagelijks het getijdengebed.
In 1941 werd Merton opgeroepen voor een medische keuring voor militaire dienst: hij werd afgekeurd wegens slechte tanden. Zijn vriend Dan Walsh deed jaarlijks een retraite in de trappistenabdij van Gethsemani. Hierdoor geïnspireerd deed Merton er een eerste retraite tijdens de Goede Week tot Pasen. Deze retraite trof hem erg en zette hem verder aan het denken. Hij werd sterk aangetrokken door het trappistenleven, maar vreesde een nieuwe afwijzing. Dezelfde zomer deed hij nog een retraite in een andere trappistenabdij (Our Lady of the Valley in Rhode Island). In de herfst schreef hij een brief naar de abt van Gethsemani met de vraag of hij er terug een retraite kon doen. In deze brief liet hij doorschemeren dat hij eigenlijk als postulant wilde komen. Snel volgde de bevestiging dat hij welkom was rond de Kersttijd. Even later werd hij opgeroepen voor een nieuwe medische keuring voor militaire dienst: er werden strengere afkeuringsvoorwaarden ingevoerd. Hij vroeg schriftelijk om uitstel omdat hij in het klooster zou treden en verkreeg dit ook.

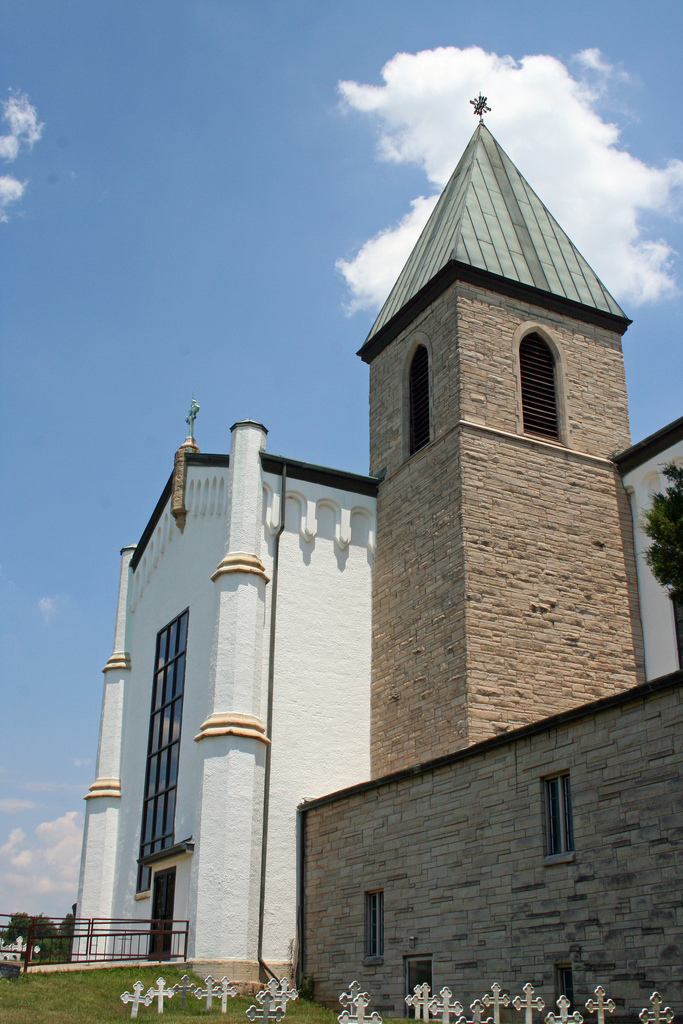
Abdij van Gethsemani: kerk en kerkhof

#### Intrede
Op 10 december 1941 kwam Thomas Merton aan in de abdij van Gethsemani en drie dagen later werd hij aanvaard als postulant. Hij vertelde heel zijn levensverhaal (inclusief zijn relatie in Cambridge) open aan de novicenmeester, die het besprak met abt Frederic Dunne. Zij maakten er geen probleem van en aanvaardden hem zonder restricties. Hij kreeg de kloosternaam broeder Louis.
In het klooster bleef Merton verder schrijven (gedichten ...) en werd er zelfs toe aangemoedigd door zijn oversten. Op hun verzoek schreef hij onder meer verschillende biografieën van vroegere cisterciënzers.
De abdij van Gethsemani werd gesticht in 1848 door Franse monniken. Abt Frederic Dunne (°1893) was de eerste in Amerika geboren monnik van de abdij. Vanuit Gethsemani werden verschillende andere kloosters gesticht. Het leven was er vrij strikt en het eten vegetarisch (behalve voor ouderen en zieken). Communicatie gebeurde met handgebaren.
Op 16 april 1943 stierf zijn broer John Paul Merton. Hij was piloot bij de Koninklijke Canadese luchtmacht en was neergestort boven de Noordzee. Thomas Merton schreef er het gedicht over For my brother: reported missing in action, 1943. Vele jaren later maakte Joan Baez er een lied van: The bells of Gethsemani.

#### Eerste periode: jaren 1940
Op 19 maart 1944 legde Merton zijn tijdelijke geloften af en op 19 maart 1947 zijn eeuwige geloften. Op 26 mei 1949 werd hij tot priester gewijd. Vanaf dan werd hij father Louis genoemd. In de abdij volgde Merton de vaste cyclus van de officies, werken, meditatie en gebed. Bijkomend gaf hij les en was hij deels vrijgesteld om te schrijven. Door deze drukke agenda raakte hij soms oververmoeid. Toch was deze eerste periode voor hem een soort thuiskomen. Hij had zijn plaats gevonden als traditionele monnik, was er welkom en werd zelfs gestimuleerd in zijn schrijven. Eind jaren 1940 verschenen zijn eerste publicaties. Zijn boeken zorgden voor zeer belangrijke inkomsten voor de abdij.
In 1948 stierf abt Frederic Dunne, die Merton steeds bijzonder had gesteund. Zijn opvolger was abt James Fox. Deze zou heel wat terughoudender zijn naar Merton.
In 1951 werd Thomas Merton aangesteld als Master of Scholastics (hoofdbegeleider van de priesterstudenten). Eveneens in 1951 kreeg hij de Amerikaanse nationaliteit.
Het leven van Merton tot deze fase wordt soms vergeleken met dat van Augustinus. Beiden hadden sterke moeders en vrij afwezige vaders. Merton verloor zijn moeder weliswaar vroeg, Augustinus zijn vader. Ze gingen naar goede scholen, maar leden in hun jeugd een liederlijk leven en worstelden met intellectuele demonen. Beiden kregen een kind en hadden nood aan morele orde. Na de periode van vleselijke verleidingen volgde een radicale bekering. Ze schreven beiden een autobiografie die eindigt met het begin van hun kerkelijk leven (voor Augustinus waren dat de Confessiones, voor Merton de Louteringsberg), maar ook daarnaast schreven ze nog zeer veel andere werken. Mystieke elementen typeren het leven en werk van beiden.

#### Verdere evolutie vanaf de jaren 1950

##### Jaren 1950
Na deze eerste periode van zich invoegen en tot rust komen, keerde in de jaren 1950 een zekere rusteloosheid terug. Hij was beroemd geworden en werd zeer veel gevraagd om artikelen te schrijven, commentaren of om handtekeningen te zetten. Dagelijks ontving hij vele brieven van bewonderaars. Merton dacht er meermaals aan over te gaan naar de strengere kartuizers of camaldulenzers omdat het trappistenleven te druk was en te weinig ruimte liet voor eenzame contemplatie. Zijn abt wist hem echter steeds te overtuigen om te blijven. Tevens groeide zijn interesse voor andere religies, waaronder oosterse - vooral het boeddhisme - en mystiek. Heel wat langdurige correspondentie startte in deze periode (zie verder onder "correspondentie").
De drukte in de abdij werd veroorzaakt door verschillende factoren. Er waren de vele bezoekers die Merton wilden zien of spreken. De abdij op zich was ook overbevolkt: begin jaren 1950 waren er meer dan 200 religieuzen. De toestroom kwam er deels door het einde van de Tweede Wereldoorlog, maar ironisch genoeg ook door de bekendheid van Merton, wiens geschriften zeer inspirerend werkten. Om genoeg inkomsten te hebben voor al die bewoners, investeerde abt James Fox in landbouwmachines en de productie en verkoop van kaas. De machines zorgden voor veel lawaai, waarin Merton zich ergerde, zoals hij regelmatig schreef in zijn dagboeken. Hij ergerde zich overigens in meerdere zaken, ook in de kaasproductie. Hij maakte er een gewoonte van "cheese" te schrijven als "chee$e" en aan vrienden vertelde hij weleens dat de afkorting van zijn orde, O.C.S.O., staat voor "Our Cheese Surpasses Others". Hoewel Merton zich soms weinig gesteund voelde door abt James Fox en zich er negatief over uitliet in zijn dagboeken, had de abt toch heel wat respect voor Merton. Zo biechtte de abt regelmatig bij Merton. En reeds vanaf 1952 mocht Merton gebruikmaken van een klein gebouwtje in het bos van de abdij om er te bidden en in stilte te zijn. Merton noemde dit gebouwtje "Saint Anne's". Het was zijn eerste kluis. Naast bidden, denken en schrijven deed hij er veel natuurobservaties. In een aantal zaken bleef Merton erg dubbel: zo streefde hij enerzijds constant naar meer afzondering, maar anderzijds klaagde hij erg over het feit dat hij geen toestemming kreeg om te reizen naar allerlei bijeenkomsten.
In 1955 werd Thomas Merton op eigen verzoek benoemd tot novicemeester in de abdij.
Vanaf de tweede helft van de jaren 1950 ging Merton zich ook volop bezighouden met grote sociale problemen in de wereld: oorlog, racisme, armoede ... Tegen de heersende katholieke opinie in begon hij zeer sociaal geëngageerd te schrijven. De maatschappelijke evoluties kon hij echter slechts onrechtstreeks volgen: in de abdij waren geen tv, geen radio, kranten of tijdschriften. Begin jaren 1960 werd hij bevriend met zuster Mary Luke Tobin, die actief was in de vredesbeweging en had nauwe contacten met Dorothy Day, eveneens voortrekster van de katholieke vredesbeweging. Merton werd soms bestempeld als communist (hoewel hij schreef tegen het marxisme). Nog meer dan voorheen werden zijn werken gecensureerd en van zijn oversten kreeg hij een verbod om nog te schrijven over oorlog en vrede. Tegelijk dacht hij steeds meer na over Gods genade voor niet-christenen en ongelovigen en over de diepere betekenis van het monasticisme. Dit uitte zich in zijn dagboeken en in de uitgebreide correspondentie over deze thema's.
In deze periode ging Merton zich grondig bezinnen over het leven in afzondering. Leven in afzondering stond voor Merton niet gelijk met eenzaamheid, vluchten van de wereld, individualisme of egocentrisme. Het is een zoeken naar God, in combinatie met een bezorgdheid voor de wereld; in afzondering kan men zich in liefde en vrijheid naar de ander keren. In zijn zoeken rond deze thema's liet hij zich inspireren door andere contemplatieven, maar eveneens door eigentijdse filosofen, dichters en schrijvers. De Zwitserse denker Max Picard, en met name diens werk "The world of silence", had grote invloed op Merton. Andere invloeden waren onder meer Henry Thoreau en Martin Buber.
Doorheen deze woelige periode bleef hij novicemeester. Vanuit deze functie begeleidde hij onder meer Ernesto Cardenal. Via Cardenal werd Merton geïnteresseerd in Centraal- en Zuid-Amerikaanse poëzie en cultuurkritiek. Hij vertaalde heel wat Latijns-Amerikaanse poëzie en nam contact met de schrijvers. Zijn interesse ging nog verder: Merton dacht er ernstig aan om naar Latijns-Amerika te trekken en daar een primitief klooster op te richten. Hij schreef er zelfs voor naar Rome, maar kreeg geen toestemming.
In dezelfde periode las Merton de Franse existentialisten. Eind jaren 1950 kwam er meer algemeen oecumenische openheid. Merton ontving dan ook regelmatig niet-katholieke bezoekers.

##### Jaren 1960
In 1960 werd op een kleine mijl van de abdij een nieuw gebouwtje opgericht om te vergaderen: Mount Olivet. Thomas Merton mocht dit verder gebruiken om te lezen en schrijven. Hij noemde het gebouwtje "Our Lady of Mount Carmel" (of "Saint Mary of Carmel"). Het was groter dan het oudere Saint Anne's. Meer en meer werd het zijn nieuwe kluis, waarin hij uiteindelijk af en toe ook mocht slapen.
Gedurende heel deze periode mocht Merton de abdij nauwelijks verlaten. Zijn hele ontwikkeling en engagement berustte op gesprekken met (zeer veel) bezoekers, literatuur en correspondentie. In 1964 mocht hij de bekende Japanse boeddhist D. T. Suzuki, met wie hij reeds lang correspondeerde, bezoeken in New York. Hij had er twee uitgebreide gesprekken mee. Dit was meteen de eerste keer dat hij New York mocht bezoeken. Later dat jaar kreeg hij van Aziatische monniken een uitnodiging om een zenklooster te bezoeken in Japan. Hiervoor kreeg hij echter geen toestemming van zijn oversten.
In augustus 1965 legde Merton zijn functie van novicemeester neer. Hij kreeg toestemming om permanent in de kluis te verblijven; op 20 augustus 1965 verhuisde hij ernaartoe. Hij was de eerste Amerikaanse trappist die hiervoor toestemming kreeg; in Europa waren er nog trappisten die dit deden. Sinds Merton ermee begon, leefden er steeds een of enkele kluizenaars op de gronden van de abdij van Gethsemani, ook in de 21e eeuw. In zijn kluis kon hij de door hem zeer gewaardeerde rust vinden. Tegelijk onderhield hij er zijn contacten en interesses. Een van die sterk aanwezige interesses bleef muziek (jazz ...). Merton speelde er ook bongo's. Merton ontdekte er ook Bob Dylan en Joan Baez. Deze laatste bezocht hem zelfs in 1966 en probeerde hem te overhalen om Gethsemani te verlaten en zich aan te sluiten bij de ruimere vredesbeweging. In de herfst van 1966 bestudeerde hij er Albert Camus grondig en schreef er verschillende essays over.

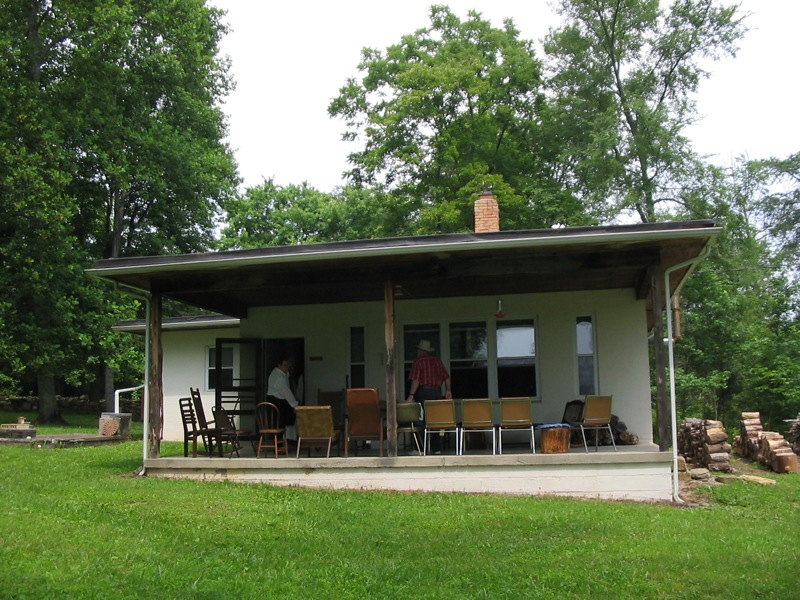
"Our Lady of Mount Carmel" - buitenzijde van de kluis van Merton
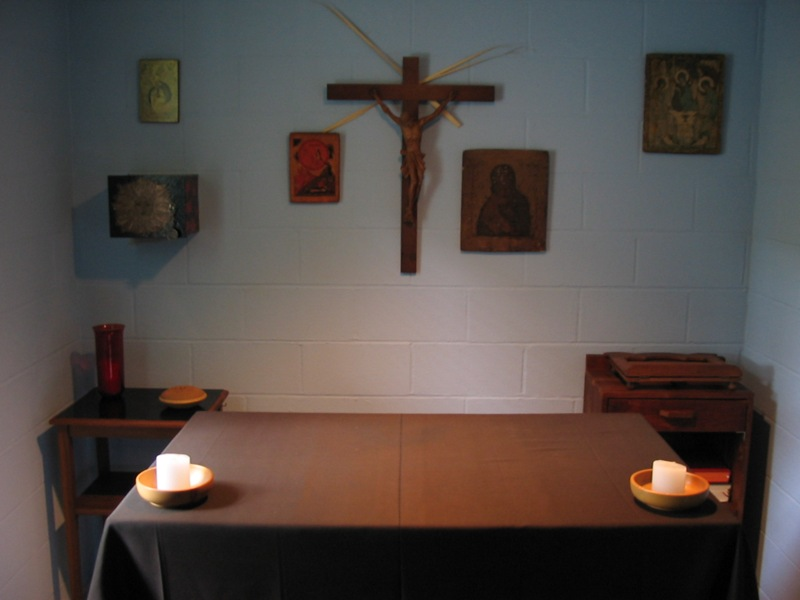
Schrijftafel in de kluis
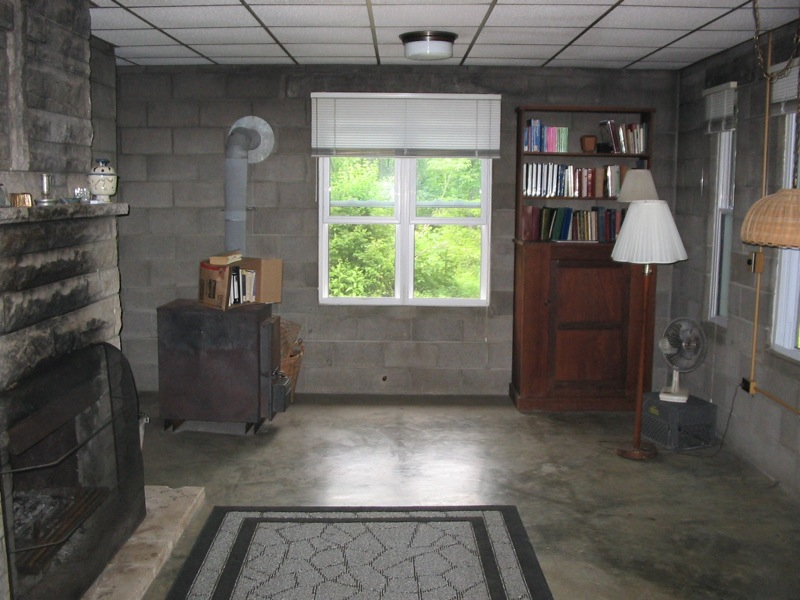
Binnenkant van de kluis

Hoewel 1966 het eerste jaar was dat Merton in principe grotendeels in zijn kluis kon doorbrengen, werd het emotioneel een bijzonder woelig jaar. In de lente van dat jaar werd hij met rugklachten opgenomen in een ziekenhuis in Louisville. Daar werd hij verliefd op een bijna 30 jaar jongere studente verpleegkunde. De aantrekking was wederzijds. Gedurende meerdere maanden hadden ze een intense, clandestiene relatie die doorliep lang nadat Merton reeds weg was uit het ziekenhuis. Ze ontmoetten elkaar in restaurants, parken, het bureel van een vriend enz. Merton woonde intussen in zijn kluis en las werken over mystiek. Na de zomer van 1966 stopte de relatie omdat de studente - "M" genoemd in de dagboeken van Merton - na het beëindigen van haar studies terug naar haar thuis in Ohio vertrok. Ze bleven elkaar nog wel een tijdlang telefoneren. Abt James Fox werd op de hoogte gebracht van de relatie door een monnik die een telefoongesprek had gehoord. Merton schreef over de relatie in zijn dagboek (Learning to love) en vernietigde dit bewust niet. Hij schreef er ook 18 sentimentele gedichten over. De identiteit van de studente werd op haar verzoek nooit bekendgemaakt. Wel werd ze later geïnterviewd over de relatie.
In 1967 kondigde abt James Fox aan dat hij zou terugtreden (hij trok zich terug om zelf elders een kluis te betrekken). Begin 1968 werd Flavian Burns zijn opvolger. Deze was een voormalig student van Merton en veel meer breeddenkend dan zijn voorganger. Reeds snel vroeg en kreeg Merton toestemming om eind 1968 naar een internationale conferentie van monastieke leiders te gaan in Bangkok. Voorafgaand mocht hij eveneens India bezoeken. Abt Flavian stelde zelfs voor dat Merton vroeger dat jaar ook reeds een reis zou maken om te zoeken naar mogelijke vestigingsplaatsen voor nieuwe kluizen voor het trappistenklooster.

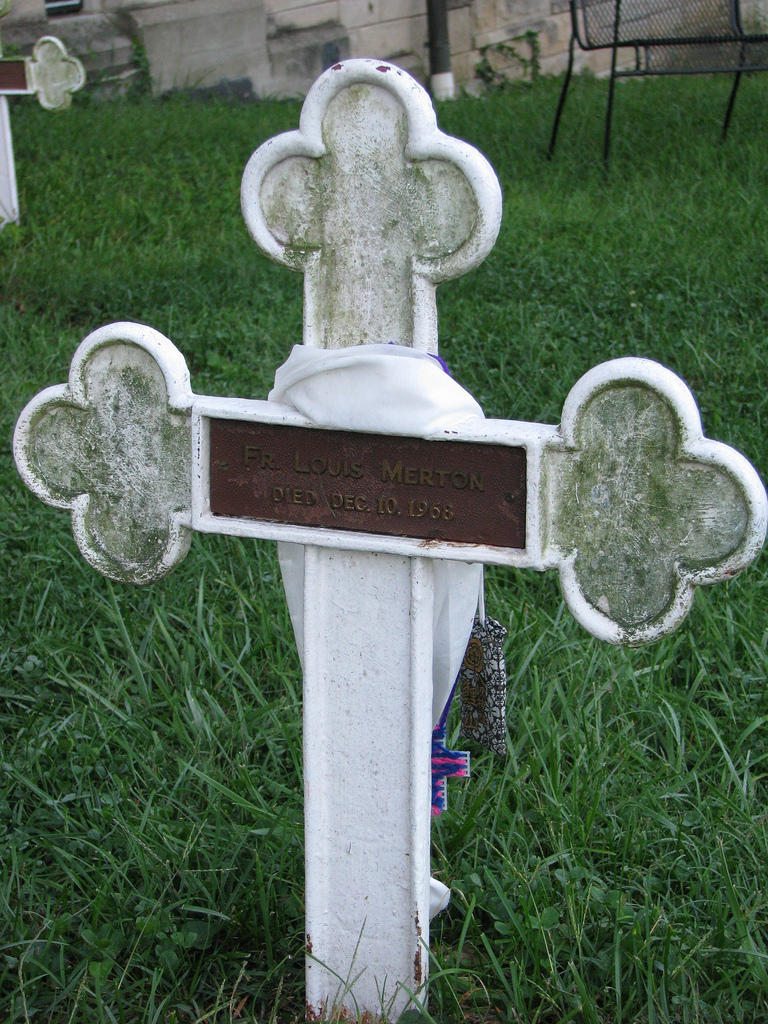
Graf van Thomas Merton

## Laatste reis en overlijden
In september 1968 vertrok Merton op rondreis. Vanaf oktober bezocht hij verschillende boeddhistische en hindoeïstische kloosters en leiders in India. Op 4 november 1968 had hij een eerste ontmoeting met de dalai lama. Deze nodigde hem meteen uit voor nog twee bijkomende ontmoetingen. Nadien ontmoette hij de Tibetaans boeddhistische Chatral Rinpoche. Dan reisde hij naar Ceylon (het huidige Sri Lanka) om van daaruit via Singapore door te reizen naar het congres in Bangkok. Op 10 december 1968 werd hij daar in zijn hotelkamer geëlektrocuteerd door een defecte ventilator. De officiële doodsoorzaak was een hartaanval. Hij stierf op 53-jarige leeftijd, op dezelfde dag als hij 27 jaar voordien was binnengekomen in de abdij van Gethsemani. De allerlaatste lezing van Merton op 10 december 1968 werd (gedeeltelijk) opgenomen door een Nederlandse televisieploeg. Op 11 december werd hij gerepatrieerd met een vliegtuig waarin eveneens gesneuvelde Vietnamsoldaten werden gerepatrieerd, slachtoffers van een oorlog waartegen hij zich fel had verzet.
Thomas Merton werd begraven op het kerkhof van de abdij van Gethsemani. Net als bij de andere overleden kloosterlingen staat op zijn graf een eenvoudig wit kruis met zijn naam. Enkele jaren later werd abt James Fox naast hem begraven.

## Schrijver
Merton schreef uiteenlopende zaken. Regelmatig verkondigde hij zijn ideeën in tijdschriften zoals het progressieve The Catholic Worker, het benedictijnse Worship, Thought van de Universiteit van Fordham, Renascence, het door katholieke leken uitgegeven Commonweal en het door zijn vriend Ed Rice uitgegeven katholieke Jubilee.
Heel zijn leven bleef Merton gedichten schrijven. De oorspronkelijke gedichten waren zeer toegankelijk en kenden succes. Mettertijd werd zijn poëzie steeds hermetischer. Hij eindigde met twee lange, zeer complexe gedichten, die afzonderlijk in boekvorm werden uitgegeven: "Cables to the ace" en "The geography of Lograire".
In 1967-68 begon Merton een nieuw, kortdurend project: hij gaf een klein tijdschrift uit, Monks Pond. Het werd op een offsetdrukmachine gedrukt op goedkoop papier. Er verschenen slechts vier nummers met een oplage van 150 à 200, waardoor het verzamelobjecten zijn geworden. In 1989 werden ze samen in een facsimile-uitgave heruitgegeven.
Naast literair werk schreef Merton dagboeken en hield hij heel wat persoonlijke notities bij. In zijn wilsbeschikking had hij aangegeven dat deze pas 25 jaar na zijn dood mochten gepubliceerd worden. Intussen is dit gebeurd.
Bekendst evenwel waren zijn boeken, waarvan er verschillende werden vertaald in het Nederlands. Een aantal werken worden kort toegelicht.
- My argument with the Gestapo: a macaronic journal (Garden City, Doubleday, 1969): de enige roman van voor zijn kloostertijd die gepubliceerd werd. De roman werd beëindigd in 1941, maar pas na zijn dood gepubliceerd.
- Thirty poems (Norfolk, New Directions, 1944): deze dichtbundel was de eerste publicatie van Merton in boekvorm.
- The seven storey mountain (1948; Nederlands: "Louteringsberg", Utrecht, Het Spectrum, 1949): autobiografisch werk dat zijn jeugd beschrijft en zijn volwassen jaren tot zijn intrede in de abdij. Het werk werd aanvaard voor publicatie in 1946 en gepubliceerd in 1948. De gepubliceerde versie is gecensureerd: Merton werd gevraagd om bepaalde passages over zijn liederlijk leven en relaties met vrouwen te wijzigen of schrappen. Onverwacht werd het onmiddellijk een bestseller: in het eerste jaar werden er reeds meer dan 100.000 exemplaren van verkocht. Later werden dit er meer dan 600.000. Het boek werd vertaald in alle grote wereldtalen. Tot op heden blijft het zijn bekendste en meest verkochte werk.
- Exile ends in glory (1948; Nederlands: "Van ballingschap en overwinning", Utrecht, De Fontein, 1949): levensbeschrijving van moeder Maria Berchmans, een Franse trappistin die naar Japan ging. Dit is een vroeg werk van Merton. Op vraag van zijn oversten schreef hij meerdere biografieën van cisterciënzers. Hoewel het boek eveneens succesvol was en snel werd vertaald, beschouwde Merton zelf het later als een zwak werk.
- What are these wounds? (1948; Nederlands: "De roep der wonden", Antwerpen, Sheed & Ward, 1950): levensbeschrijving van de Vlaamse heilige Lutgardis van Tongeren. Dit werk kaderde eveneens in de opdracht tot het schrijven van biografieën van cisterciënzers. Merton beschouwde dit als zijn slechtste werk ("awful").[19]
- The waters of Siloë (1949; Nederlands: "De wateren van Siloë", Utrecht, Het Spectrum, 1950): geschiedenis van het ontstaan van de trappisten en van de vestiging van de orde in Amerika.
- Seeds of contemplation (1949; Nederlands: "Zaden van contemplatie", Eindhoven, Damon, 2015): korte hoofdstukken waarin Merton zijn ideeën over en ervaringen met contemplatie beschrijft.
- The ascent to truth (1951; Nederlands: "De berg der waarheid", Antwerpen, Sheed & Ward, 1953): boek over contemplatie en mystiek, vooral gewijd aan Sint Jan van het Kruis.
- No man is an island (1955; Nederlands: "Uw naaste als uzelf", Utrecht, Het Spectrum, 1956): een verzameling van korte stukjes over verschillende aspecten van het geestelijk leven.
- The living bread (1956; Nederlands: "Levend brood", Brugge, Desclée de Brouwer, 1957): boek over de eucharistie.
- The silent life (1957; Nederlands: "Het stille leven", Brugge, Desclée de Brouwer, 1958): dit boek behandelt het kloosterleven in het algemeen en vervolgens meer specifiek het cenobitische leven van de benedictijnen en cisterciënzers, gevolgd door het kluizenaarsleven van de kartuizers en camaldulenzen.
- The wisdom of the desert (1960; Nederlands: "Wijsheid uit de woestijn", Haarlem-Averbode, J.H. Gottmer - Altiora): een verzameling van 150 uitspraken van woestijnvaders.
- New seeds of contemplation (1962; Nederlands: "Zaden van contemplatie", Budel, Damon, 2015): grondige herwerking van "Seeds of contemplation". Merton hanteert minder de scholastische analyse en schrijft meer personalistisch, met minder afkeer van de wereld. Dit werk wordt door verschillende beschouwd bij zijn beste en belangrijkste werken.[20] Ook Merton zelf klasseerde het bij zijn beste werk.
- Conjectures of a guilty bystander (1966; Nederlands: "Oplettende toeschouwer", Brugge, Desclée de Brouwer, 1969): losse stukjes over uiteenlopende onderwerpen uit de notaboekjes van Merton vanaf 1956.
- Zen and the birds of appetite (1968; Nederlands: "Zen, wijsheid en leegheid", Kapellen, Patmos, 1973): deel 1 behandelt een aantal aspecten van zen en deel 2 is een dialoog met D.T. Suzuki.
- Contemplative prayer (1969 - eerder dat jaar door een andere uitgeverij uitgebracht onder de titel The climate of monastic prayer; Nederlands: "Beschouwend gebed", Kapellen, Patmos, 1972): behandelt het gebed en is enigszins vergelijkbaar met "Zaadkorrels van contemplatie", doch meer geschreven vanuit monastiek oogpunt.

## Andere kunst
Thomas Merton is in de eerste plaats bekend als schrijver, doch naast schrijven richtte hij zich tijdens zijn periode in de kluis ook actief op twee andere kunstvormen. Eerst en vooral tekende hij. Dit deed hij vroeger ook al: nog voor zijn intrede tekende hij cartoons voor (studenten-)tijdschriften. Later, in zijn kluis, tekende of schilderde hij veel abstracter, een vorm van kalligrafie. Deze werken werden nog tijdens zijn leven tentoongesteld en verkocht. Een andere kunstvorm waarop hij zich op latere leeftijd begon te richten, was "zen"-fotografie. Een tentoonstelling met 35 van zijn foto's doet reeds vele jaren een ronde doorheen de wereld.

## Interesse voor andere religies
Merton ontwikkelde een sterke interesse voor en gedegen kennis van andere religies en was een uitgesproken voorstander van de oecumene. In de jaren 1950 groeide de interesse voor mystiek en oosterse religies, vooral het boeddhisme. Tevens in de jaren 1950 verdiepte hij zich in Russisch-orthodoxe denkers, vooral die van het Sint-Sergiusinstituut te Parijs. In de jaren 1960 verdiepte hij zich verder in de mystieke stromingen van de islam, met name in het soefisme. Hij bestudeerde onder meer teksten van de 14e-eeuwse soefi-mysticus Ibn Abbad al-Rundi. Eveneens interesseerde Merton zich voor het mystieke jodendom: hij las er veel over en had contact met verschillende belangrijke joodse rabbi's. Tijdens het Tweede Vaticaans Concilie schreef zelfs naar kardinaal Bea om te pleiten voor goede relaties met de joden, evenals met de islam en het protestantisme. Het uiteindelijke conciliedocument hierover - Nostra Ætate - was positief hierover. Merton bestudeerde eveneens de protestantse theoloog Karl Barth (die op dezelfde dag stierf).

## Mystiek
Thomas Merton was heel erg beïnvloed door de teksten van Johannes van het Kruis en verder door het hesychasme (met onder meer Gregorius van Nyssa en Pseudo-Dionysius). Het "beeldloze", donkere mysticisme van de negatieve theologie sluit erg aan bij zen, waarin Merton eveneens sterk geïnteresseerd was. In zijn boek New seeds of contemplation ("Zaadkorrels van contemplatie") verwoordt hij zijn ideeën hierover. Het meest open en verhelderend over zijn persoonlijke manier van bidden, was Merton in een brief aan Abdul Aziz van 2 januari 1966. Uit zijn geschriften wordt afgeleid dat hij waarschijnlijk drie mystieke ervaringen had.

## Correspondentie
Hoewel het leven van Merton zich grotendeels afspeelde binnen de kloostermuren, onderhield hij een bijzonder uitgebreide correspondentie met zeer uiteenlopende personen.

### Religie en filosofie
Om te beginnen correspondeerde hij veel met anderen binnen zijn orde, en vooral met oversten om zaken te vragen of zich te verantwoorden. Zo correspondeerde hij met abt Frederic Dunne, abt James Fox, dom Gabriel Sortais en vele anderen. Buiten zijn orde correspondeerde hij onder meer met de in België geboren benedictijn Grégoire Lemercier, die Merton probeerde te overhalen om naar zijn klooster in Cuernavaca te komen. Eveneens belangrijke religieuzen van andere orden waarmee Merton intensief correspondeerde waren bijvoorbeeld de Franse benedictijn Jean Leclercq en de Franse jezuïet Jean Daniélou. Met Etta Gullick deelde Merton interesse in Benedictus van Canfield, Meester Eckhart en voor de orthodoxe spiritualiteit.
Met de filosoof Jacques Maritain en diens vrouw Raïssa had Merton een langdurige briefwisseling over filosofische en spirituele thema's.
Merton correspondeerde eveneens met aanhangers van andere religies. Zo startte hij een correspondentie met de zenboeddhist D.T. Suzuki. Later zou hij deze ook bezoeken. In 1966 ontmoette hij de verbannen Vietnamese zenboeddhist Thich Nhat Hanh. De twee werden bevriend en schreven onder meer brieven. Wat betreft interreligieuze banden voelde Merton zich sterk verwant met Louis Massignon, kenner van de islamitische mystiek en pleitbezorger voor wederzijdse toenadering en begrip. Op aangeven van Massignon begon de Pakistaanse soefi Abdul Aziz in 1960 te corresponderen met Merton. De contacten liepen tot de dood van Merton.
Vanaf 1960 startte een correspondentie met verschillende joodse rabbi's met soms vooral accenten op mystiek en soms op sociaal activisme. De belangrijkste in deze reeks was rabbi Abraham Joshua Heschel, die Merton in 1964 ook bezocht. Een ander belangrijk joods ijveraar voor de oecumenische dialoog en mystiek-kenner waarmee Merton correspondeerde was rabbi Zalman Schachter-Shalomi. Deze bezocht Merton meermaals.
Eveneens vanaf 1960 begon een briefwisseling tussen Merton en de vooraanstaande shaker Edward Deming Andrews.
Meer filosofisch hield Merton vanaf 1954 een briefwisseling met de psycholoog-filosoof Erich Fromm.

### Sociaal engagement
Eind jaren 1950 begon Merton zich in te zetten voor sociale thema's. Hij begon te corresponderen met Mary Luke Tobin. Rond dezelfde tijd startte hij een correspondentie met Dorothy Day. In dezelfde lijn ligt zijn briefwisseling met de christelijke vredesactivisten Jean Goss en zijn vrouw Hildegard Goss-Mayr, evenals met Wilbur H. Ferry en Jim Forest.

### Kunstenaars
Mark Van Doren, de jonge professor en dichter-schrijver waarbij Merton nog lessen volgde voor zijn kloosterperiode, had een blijvende invloed op hem. Ze bleven dan ook gedurende hun verdere leven corresponderen over literatuur. Eveneens sinds zijn studententijd onderhield Merton contact met studiegenoot en kunstenaar Ad Reinhardt. Reinhardt stimuleerde Merton onder meer om verder te gaan met zijn kalligrafie.
Merton correspondeerde met uiteenlopende kunstenaars, waaronder Henry Miller en Boris Pasternak. Met de schrijver Czesław Miłosz had Merton vanaf 1958 een uitgebreide briefwisseling, die later ook gepubliceerd werd.
Met de Amerikaanse kunstenaar Victor Hammer en diens vrouw Carolyn werd Merton goed bevriend. Ze bezochten elkaar, maakten plezier, discussieerden over kunst en correspondeerden.

## Kritiek
Reeds tijdens zijn leven kreeg Merton kritiek vanuit verschillende hoeken. Wegens zijn sociaal engagement werd hij bestempeld als communist. Hoewel hij in zijn jonge jaren eenmalig een communistische bijeenkomst had bijgewoond, distantieerde hij zich later regelmatig uitdrukkelijk van deze filosofie.
Ook binnen zijn orde en binnen de katholieke kerk werd Merton bekritiseerd. Het meest uitgesproken was dit in de vorm van censuur. Zijn autobiografische "Louteringsberg" werd gecensureerd omwille van te losbandige elementen uit zijn vroegere leven die hij erin had beschreven. Voor de uitgave van "The wisdom of the desert" in 1960 had D.T. Suzuki een inleiding geschreven. De generale overste Gabriel Sortais verbood echter deze te publiceren omdat hij niet wilde dat een ongelovige de uitspraken van de woestijnvaders zou interpreteren. Later werd Mertons sociaal activisme ingebonden: ten tijde van de Vietnamoorlog kreeg hij het verbod nog te schrijven over oorlog en vrede. Het boek "Peace in a post-christian era" mocht hij niet publiceren. Reeds tijdens de jaren 1960-62 schreef hij een aantal teksten over atoomwapens en verwante onderwerpen. Hij kreeg een verbod om hierover nog te publiceren. Merton gehoorzaamde zijn oversten, maar schreef de teksten dan in de vorm van brieven aan vrienden en bekenden. Deze verspreidden de teksten dan verder, dikwijls in gestencilde vorm. Merton noemde deze brieven "The cold war letters". In 2006 werden ze onder deze naam gepubliceerd.
Een meer fundamentele kritiek is die van religieus syncretisme: Merton zou het katholicisme losgelaten hebben en vooral gefascineerd zijn door de oosterse religies. Hiertegenover bleef Merton echter tot op het einde bevestigen dat hij wel degelijk christelijk en monastiek was. Hij verzette zich zelfs tegen te zware vernieuwingen binnen de liturgie en stelde zich soms zelfs conservatief op. Hij beklemtoonde de band tussen het liturgische leven en de contemplatie. Wanneer liturgie op zich komt te staan, wordt het een institutie op zich en verliest het de band met de spirituele basis. Een contemplatief leven zonder liturgie leidt tot quiëtisme of tot geïntellectualiseerde meditatie. Mertons opvattingen hierover werden het duidelijkst verwoordt in zijn boek "Beschouwend gebed".
Een laatste kritiek heeft te maken met zijn persoon en zijn kleinmenselijke kanten. Merton was steeds op zoek naar meer afzondering en strengheid, maar tegelijk zocht hij zelf enorm veel contacten op en hield van reizen. Hij dacht aan het intreden in nog strengere kloosterorden, maar had het steeds moeilijk met grenzen en "nee" van zijn oversten. In zijn dagboeknotities kon hij zich daarover schamper en weinig liefdevol uitlaten. Ook zijn woelige emotionele leven past in dit kader. Merton was zich hiervan gedeeltelijk bewust en stond uitdrukkelijk toe dat ook zijn kleine kanten werden publiek gemaakt. Op deze manier werd duidelijk dat zijn zoektocht een menselijke zoektocht was.

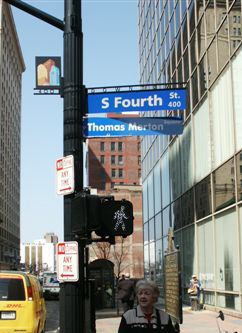
"Thomas Merton Square" en bord in Louisville

## Erkenning en nalatenschap
Thomas Merton kreeg op 24 september 2015 kerkelijk (RKK) de hoogste erkenning: van paus Franciscus in zijn toespraak tot leden van het Amerikaanse Congres en de Senaat, die in gemeenschappelijke zitting bijeen waren in het Capitool in Washington D.C.. De Paus hield vier Amerikaanse staatsburgers voor ter inspiratie: Lincoln, Martin Luther King, Dorothy Day en Thomas Merton. Over deze laatste zei hij:
"Een eeuw geleden, in de begintijd van de Grote Oorlog, die paus Benedictus XV een "zinloze slachting" noemde, werd een andere eminente Amerikaan geboren: de cisterciënzermonnik Thomas Merton. Hij blijft een bron van spirituele inspiratie en een gids voor velen. Ik citeer uit zijn autobiografie: Ik kwam in de wereld. Van nature vrij, beeld van God, was ik niettemin de gevangene van het geweld dat in mij stak en van mijn egocentrisme, beeld van de wereld waarin ik geboren was. Die wereld was afbeelding van de hel, vol mensen als ik, die van God houden en hem toch...haten; geboren om van hem te houden en toch leven in angst voor meer dan één zucht, hopeloos tegenstrijdig. Bovenal was Merton een man van gebed, een denker die vragen stelde omdat hij niet klakkeloos aannam wat in zijn tijd als waar en zeker gold. Iemand die nieuwe horizonten opende voor mensen binnen en buiten de kerk. Een man van dialoog ook, die vrede wilde bevorderen tussen volkeren en godsdiensten."
Over het leven en werk van Thomas Merton verschenen tientallen boeken en artikels en het aantal groeit nog steeds. Hiernaast zijn nog meer specifieke zaken te vermelden.

### Nalatenschap en studie
- Op 14 november 1967 werd door Merton de "Merton Legacy Trust" opgericht.[33] De Merton Legacy Trust is verantwoordelijk voor het beheer van de werken en archiefmateriaal van Merton. Zij zorgt ervoor dat alle inkomsten ten goede komen aan de abdij van Gethsemani.
- In 1969 werd door de Bellarmine University (toen nog "Bellarmine College") het Thomas Merton Center (Louisville) opgericht op advies van de Merton Legacy Trust. Dit centrum bezit en beheert de grootste verzameling werken van Merton: de "Thomas Merton Collection" en stimuleert onderzoek over Merton en de ideeën waarvoor hij stond.[34]
- In 1972 werd Pittsburgh het Thomas Merton Center (Pittsburgh) opgericht. Dit is een sociale organisatie die zich inzet voor thema's al oorlog, armoede, racisme en mensenrechten. De organisatie startte met protesten tegen de Vietnamoorlog.[35]
- In 1985 werden de "Mertonvrienden van de Lage Landen" opgericht.[36] Zij geven het "Contactblad Mertonvrienden" uit.
- In 1987 werd de International Thomas Merton Society opgericht, eveneens aan de Bellarmine University te Louisville. Deze vereniging promoot de studie van het leven en werk van Thomas Merton, geeft mee tijdschriften uit rond Merton en organiseert een tweejaarlijks congres ("General Meeting") over Merton.[37][38]
- In 1993 werd de "Thomas Merton Society of Great Britain and Ireland" opgericht.[39] Deze vereniging is geassocieerd met de International Thomas Merton Society en geeft The Merton Journal uit.
- In 1996 werd een Russische afdeling van de Thomas Merton Society opgericht.

#### Tijdschriften over Merton
- Sinds 1976 wordt het tijdschrift The Merton Seasonal gepubliceerd; aanvankelijk alleen door het Thomas Merton Center, later samen met de International Thomas Merton Society. Het tijdschrift verschijnt viermaal per jaar.[40]
- Sinds 1985 publiceren de Thomas Mertonvrienden van de Lage Landen ("Mertonvrienden") het viermaandelijkse Contactblad Mertonvrienden, met teksten van en over Merton (vaak vertaald uit het Engels) en bijdragen over monastieke en cisterciënzer spiritualiteit.
- Sinds 1988 wordt het tijdschrift The Merton Annual uitgegeven; aanvankelijk alleen door het Thomas Merton Center, later samen met de International Thomas Merton Society.[41] The Merton Annual verschijnt jaarlijks en is onderworpen aan collegiale toetsing. Het publiceert artikels die verband houden met het leven en werk van Merton.
- Sinds 1994 wordt het tijdschrift The Merton Journal uitgegeven door Thomas Merton Society of Great Britain and Ireland. Dit tijdschrift verschijnt tweemaal per jaar.[42]

### Eerbetoon
- Sinds 1972 wordt door het Thomas Merton Center van Pittsburgh jaarlijks de Thomas Merton Award uitgereikt aan personen die zich inzetten voor rechtvaardigheid.[43]
- In 1988 opende in Toronto (Canada) de "Bishop Marrocco/Thomas Merton Catholic Secondary School" voor middelbaar onderwijs.[44]
- In 1991 gebeurde er een fusie van enkele scholen in Louisville. De nieuwe school werd "Thomas Merton Academy" genoemd.[45]
- In 2007 werd een afdeling voor volwassenenonderwijs van de Halton Catholic District School Board in Oakville (Ontario) (Canada) genoemd naar Merton: het "Thomas Merton Centre for Continuing Education".[46]
- In 2008 werd een kruispunt in Louisville genoemd naar Merton: Thomas Merton Square.

## Beeld- en geluidsopnamen
Een aantal beeld- en geluidsopnamen van Merton werden bewaard. Sommige zijn vrij toegankelijk via het internet.
- Bibsys: 90052903
- Biblioteca Nacional de España: XX964080
- Bibliothèque nationale de France: cb119157188 (data)
- Catàleg d'autoritats de noms i títols de Catalunya: 981058521386606706
- CiNii: DA01769128
- Digitale Bibliotheek voor de Nederlandse Letteren: mert041
- Gemeinsame Normdatei: 118581236
- International Standard Name Identifier: 0000 0001 2133 4008
- Library of Congress Control Number: n80005353
- Nationale Bibliotheek van Letland: 000092200
- MusicBrainz: cb2ac767-63fb-4a18-b9c5-624afa0c7029
- Bibliotheek van het Japanse parlement: 00449816
- Nationale Bibliotheek van Tsjechië: jn19990005627
- Nationale bibliotheek van Australië: 35348002
- Nationale Bibliotheek van Israël: 987007265196005171
- Nationale Bibliotheek van Polen: a0000001180997
- Nationale en Universitaire bibliotheek Zagreb: 000033229
- Nederlandse Thesaurus van Auteursnamen: 070779996
- PIC: 15079
- Istituto Centrale per il Catalogo Unico: CFIV002434
- LIBRIS: 227603
- SNAC: w6hh6tpt
- Système universitaire de documentation: 027024776
- Trove: 920778
- Union List of Artist Names: 500460824
- Virtual International Authority File: 54151446
- WorldCat: E39PBJjXdrP3Kd7pYHjQvywjYP